# Asykata
Asykata – osiedle typu miejskiego w południowym Kazachstanie, w obwodzie południowokazachstańskim. Liczy 11 600 mieszkańców (2006). Ośrodek przemysłu spożywczego.